# ディズニーおさいふプラス
ディズニーおさいふプラス （でぃずにーおさいふぷらす）とは、三菱東京UFJ銀行が2007年5月28日から2010年5月31日まで展開していた、インターネットバンキングサービスの名称である。当サービスのコンテンツを廃止された。ディズニーおさいふプラス利用者専用のインターネット専用支店として、三菱東京UFJ銀行キャッスルタウン支店も設けられた。

## 概要
三菱東京UFJ銀行が、ウォルト・ディズニー・ジャパンのインターネット事業部門である「ウォルト・ディズニー・インターネット・グループ」と業務提携を結び、開始したネットバンキングサービスである。ディズニー社との業務提携は、日本のメガバンクでは初めてとなる。同行では、従来ネットバンキングを敬遠していた女性やファミリー層などの顧客拡大につなげていきたいと考えており、3年後までに50万口座程度の獲得を目指しているとしていた。 
「フレンドリー＝むずかしそうな銀行取引をわかりやすく」「ファミリー＝お子さまから大人まで楽しく学べる」「バリュー＝さらにディズニーのポイントもたまる」を基本コンセプトに、ディズニー絵文字が使えるスケジュール帳や天気予報など、ディズニーならではのコンテンツもふんだんに取り入れられている。ネットバンキングはパソコンと携帯電話の両方に対応しており、口座開設時に発行されたキャッシュカードを使って、通常のATMなども利用できた。
ネットバンキングの金融取引機能を、使用頻度の高い「振込・振替」や「取引照会」などに絞り込み、簡単に使えるように配慮された。また、画面デザインにはディズニーのイラストを使用し、パソコンでは、銀行用語をわかりやすく解説した「用語集」も設けられた。
さらにパソコン版では、洋服の仕立て屋経営をモチーフにした経営シミュレーションゲームである「マジカル・バザール」を提供している。子供から大人まで、店を経営しながらお金の大切さを学ぶことができる。2007年8月上旬からは携帯電話向けに、「マジカル・バザール」と連動したアドベンチャーゲームも提供開始した。
また、口座開設や継続利用などサービスの利用に応じて「マジックコイン」と呼ばれるポイントを付与するサービスも提供している。「マジックコイン」は、ディズニーの公式オンラインショッピングサイトである「ディズニー・モール」でも獲得でき、貯まったマジックコインは、「ディズニー・モール」でポイントに応じたグッズと交換できる。なお、ポイントの付与は8月27日から開始され、7月末までに口座開設した顧客には先行ポイントを付与していた。